# Ausgleichsmorde
Durch Ausgleichsmorde (dän. clearingmord) wollte das Deutsche Reich Widerstandsaktionen des dänischen Widerstandes in den Jahren 1944 und 1945 „ausgleichen“. Durch die anonyme Ermordung verdächtiger oder exponierter Personen wollte man die Bevölkerung verunsichern, Rache nehmen und den dänischen Widerstand diskreditieren und schwächen. Die Morde wurden von der Petergruppe, bestehend aus SD-Personal und dänischen Kollaborateuren des Schalburgkorps, durchgeführt.

## Beschlussfassung
Nachdem in Dänemark im Jahr 1943 die Gewalt durch den dänischen Widerstand zugenommen hatte und es im Dezember zu weiteren spektakulären Anschlägen gekommen war, nahm am 30. Dezember eine Delegation deutscher Funktionäre in Dänemark, bestehend aus dem Reichsbevollmächtigten Werner Best, dem Höheren SS- und Polizeiführer Günther Pancke und dem Wehrmachtbefehlshaber Hermann von Hanneken, an einer Besprechung in der Wolfsschanze mit Adolf Hitler, Heinrich Himmler (dem Initiator des Ausgleichsmorde), Wilhelm Keitel und Alfred Jodl teil. Dabei wurde beschlossen, für jede dänische Widerstandsaktion mit Gegenterror in Form von Morden oder Sabotageakten zu antworten.

## Umsetzung

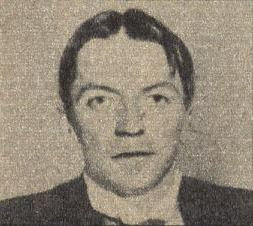
Pastor Kaj Munk (1944)

Zur Vorbereitung des Gegenterrors war vom Sicherheitsdienst der SS bereits ein „Sonderkommando Dänemark“ unter der Leitung von Hauptsturmführer Otto Schwerdt alias Peter Schäfer gebildet worden. Diese sogenannte Petergruppe bestand anfangs noch aus Louis Nebel, Anton Gföller und Kurt Carstensen. Sie traf am 29. Dezember 1943 in Kopenhagen ein und sollte die Taten anonym begehen. Am 30. Dezember fand der erste Mordanschlag statt. Opfer war der Journalist Christian Dam, der schwerverletzt überlebte.
Am 4. Januar 1944 wurde der Pastor und Schriftsteller Kaj Munk ermordet, der sich in seinen Schriften und Predigten gegen die Besatzung gewandt hatte. Die Untersuchung durch die dänische Polizei führte schnell zu den Tätern, die aber nicht vernommen oder festgenommen werden durften. Eine Abschrift des vorläufigen Schlussberichts der Mordkommission wurde von der Widerstandsbewegung 1944 als Flugblatt verbreitet. Munk wurde zum Märtyrer des dänischen Widerstands.
Am 7. Januar 1944 löste SS-Standartenführer Otto Bovensiepen Rudolf Mildner, der hinhaltenden Widerstand gegen die Morde gezeigt hatte, als Leiter der Sicherheitspolizei und des Sicherheitsdienstes in Dänemark ab. Neben die polizeiliche Bekämpfung des Widerstandes trat nun der Gegenterror durch den Sicherheitsdienst. Die Mordopfer wurden bei als „Kaffeekränzchen“ bezeichneten Besprechungen bei Bovensiepen ausgewählt. Die Petergruppe wurde durch dänische Kollaborateure aus dem Schalburgkorps verstärkt, und um Verwirrung zu stiften, wurden erbeutete britische oder amerikanische Waffen eingesetzt.
Bei den Ermittlungen nach dem Krieg wurde bei einem der Beschuldigten ein persönliches Glückwunschschreiben von Himmler für die Taten gefunden.

## Aufarbeitung
Die Morde wurden beim Nürnberger Prozess gegen die Hauptkriegsverbrecher, dem Großen und dem Kleinen Kriegsverbrecherprozess in Kopenhagen sowie in weiteren Prozessen verhandelt.